# Akihiro Ienaga
Akihiro Ienaga (Nagaokakyo, 13 de junho de 1982) é um futebolista profissional japônes, meia, jogou por equipes do Japão , Espanha e Coréia do Sul. Atualmente defende o time japonês Kawasaki Frontale , da cidade de Tóquio.

## Carreira
Em dezembro de 2010 foi contratado pelo Mallorca, mas deverá ser emprestado a outro clube, já que o time já tem o número de estrangeiros permitidos.